# Aranos
Aranos ist eine Stadt in der Region Hardap in Namibia. Sie liegt im Randgebiet der Kalahari. Die Stadt hat rund 5500 Einwohner (Stand 2023) auf einer Fläche von 66,7 km².
Aranos liegt am rechten Ufer des meist trockenen Nossob Rivier, rund 130 km östlich von Mariental im gleichnamigen Wahlkreis Aranos. Es besteht eine Straße weiter Richtung Osten nach Botswana und zum Kgalagadi-Transfrontier-Nationalpark. Aranos ist umgeben vom roten Sand der Wüste, vereinzelten Bäumen und einer Dornbuschsavanne.
Aranos war vom 15. Januar 1958 bis 31. August 2010 ein Dorf und erhielt Anfang am 1. September 2010 den Stadtstatus.
Am 12. Dezember 1908 wurde in Aranos ein Postamt eröffnet.

## Name
Ursprünglich hieß Aranos „Arahoab“. Um Verwechselungen mit der Ortschaft Aroab entgegenzuwirken, wurde der Ort in Aranos, einem Kunstnamen aus „Ar“ (von Arahoab) und „Nos“ vom Nossob-Fluss, umbenannt.

## Bildungseinrichtungen
- Aranos Junior High School
- Rooiduin Primary School
- Salmon Boois Primary School
- Sonara Primary School

## Kommunalpolitik
Bei den Kommunalwahlen 2020 wurde folgendes amtliche Endergebnis ermittelt.
| Partei | Stimmen | Sitze |
| ------ | ------- | ----- |
| LPM    | 745     | 3     |
| SWAPO  | 465     | 2     |
| IPC    | 283     | 1     |
| PDM    | 90      | 1     |

## Galerie

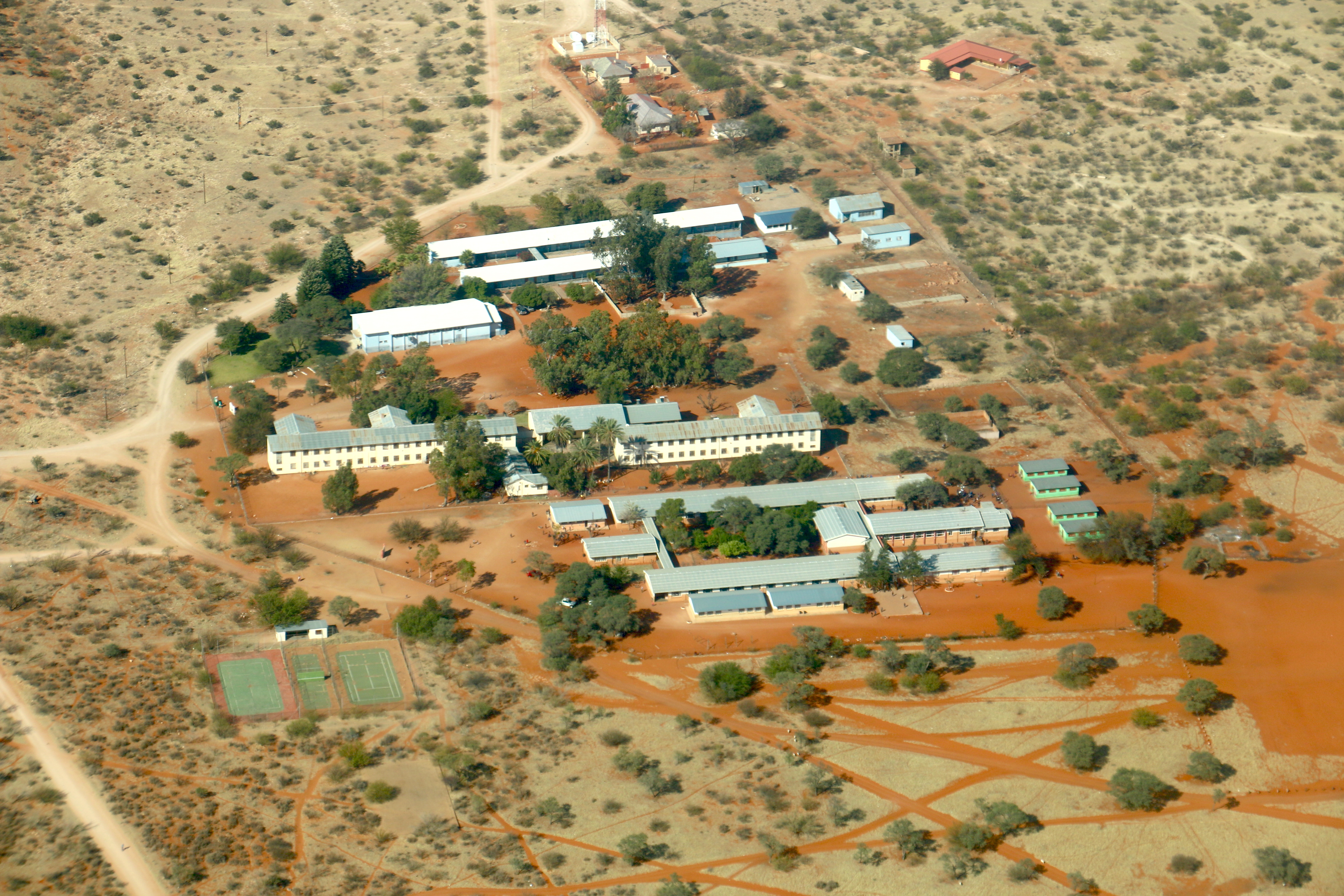
Aranos Gymnasium (2017)
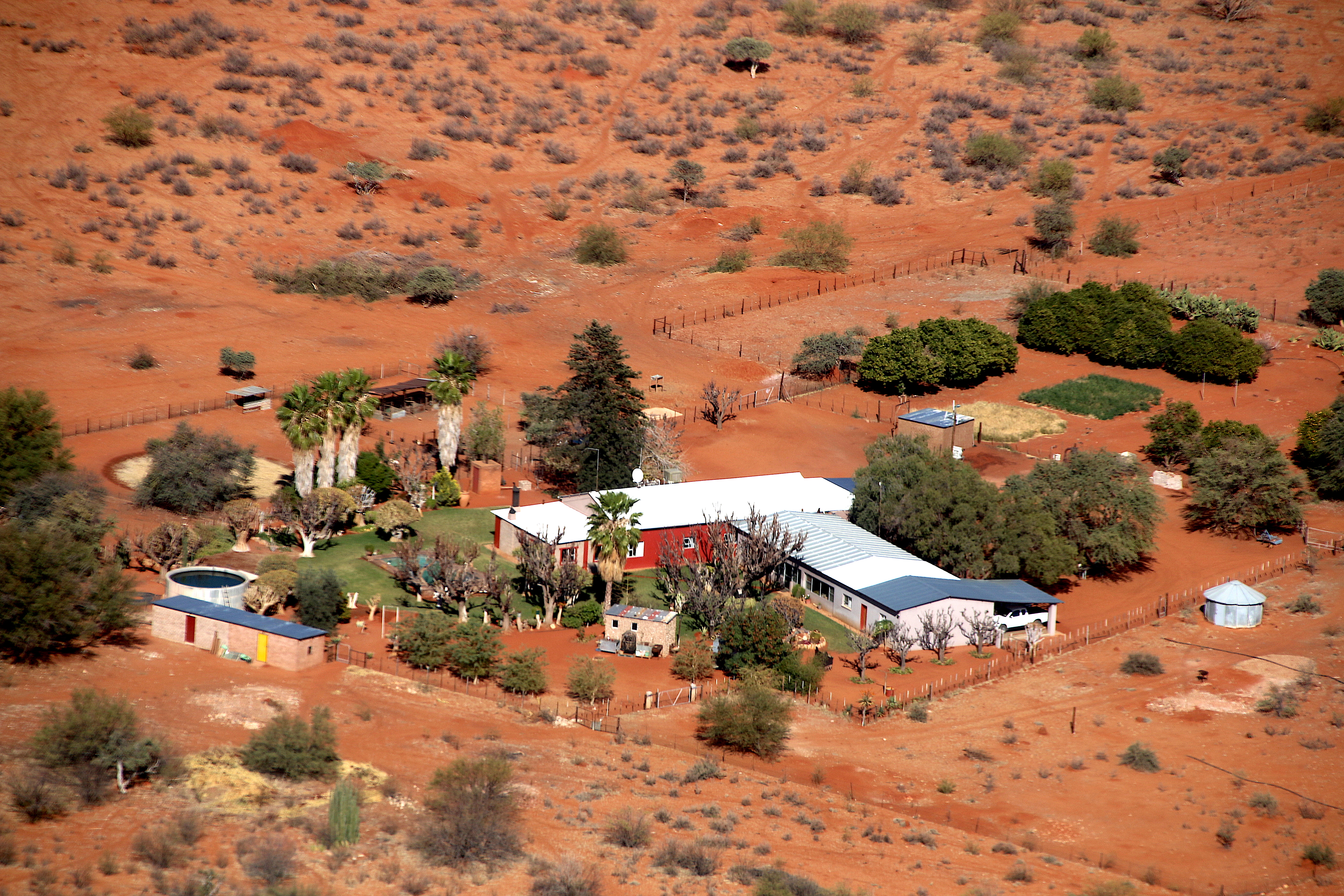
Farm 16 km nordwestlich von Aranos